# Мерцліген
Мерцліген (нім. Merzligen) — громада  в Швейцарії в кантоні Берн, адміністративний округ Зееланд.

## Географія
Громада розташована на відстані близько 22 км на північний захід від Берна.
Мерцліген має площу 2,3 км², з яких на 10,6% дозволяється будівництво (житлове та будівництво доріг), 72,1% використовуються в сільськогосподарських цілях, 16,8% зайнято лісами, 0,4% не є продуктивними (річки, льодовики або гори).

## Демографія
2019 року в громаді мешкало 391 особа (-3,7% порівняно з 2010 роком), іноземців було 3,8%. Густота населення становила 170 осіб/км².
За віковим діапазоном населення розподілялося таким чином: 15,9% — особи молодші 20 років, 53,5% — особи у віці 20—64 років, 30,7% — особи у віці 65 років та старші. Було 177 помешкань (у середньому 2,2 особи в помешканні).
Із загальної кількості 53 працюючих 13 було зайнятих в первинному секторі, 11 — в обробній промисловості, 29 — в галузі послуг.